# Luca Ferretti
Luca Ferretti (Livorno, 17 novembre 1984) è un ex nuotatore italiano.

## Carriera
È specializzato nel nuoto su lunghe distanze in vasca e soprattutto nel nuoto in acque libere, dove ha partecipato a partire dal 2003 alle gare della nazionale agli europei e ai campionati mondiali. I suoi migliori risultati li ha ottenuti ai Campionati europei di nuoto 2008, vincendo l'oro nella 5 km a squadre e ai mondiali di Roma, quando ha sfiorato il podio sempre nei 5 km.

## Palmarès
| Campionati del mondo     | 5 km individuale | 10 km individuale | 5 km a squadre                 | 10 km a squadre                      |
| 2005 Montreal Canada     | ---              | 22º 1h 53'40"6    | ---                            | 8º - 5h 36'52"8 frazione: 1h 53'40"6 |
| 2007 Melbourne Australia | 8º 57'09"0       | ---               | ---                            | ---                                  |
| 2009 Roma Italia         | 4º 56'44"3       | ---               | ---                            | ---                                  |
| 2011 Shanghai Cina       | ---              | 28º 1h 55'45"2    | 4º - 58'00"5 frazione: 57'58"9 | ---                                  |
| Mondiali di fondo        | 5 km individuale | 10 km individuale | ---                            | ---                                  |
| 2006 Napoli Italia       | 5º 1h 04'38"1    | ---               | ---                            | ---                                  |
| 2010 Roberval Canada     | 8º 57'59"08      | 5º 2h 01'07"8     | ---                            | ---                                  |
| Campionati europei       | 5 km individuale | 10 km individuale | ---                            | ---                                  |
| 2006 Budapest Ungheria   | 4º 56'04"4       | ---               | ---                            | ---                                  |
| 2010 Budapest Ungheria   | Oro 58'43"4      | 19º 1h 55'16"3    | ---                            | ---                                  |
| Europei di fondo         | 5 km individuale | 10 km individuale | 5 km a squadre                 | ---                                  |
| 2008 Ragusa Croazia      | 9º 54"31"7       | ---               | Oro 56'17"5                    | ---                                  |
| 2011 Eilat Israele       | ---              | ritirato          | Oro: 56'12"4 frazione: 56'10"4 | ---                                  |
| 2012 Piombino Italia     | Bronzo 55'06"6   | ---               | Oro: 59'04"2 frazione: 59'02"7 | ---                                  |
| Europei giovanili        | 5 km individuale | ---               | 5 km a squadre                 | ---                                  |
| 2003 Siviglia Spagna     | Bronzo 57'46"    | ---               | Argento: :                     | ---                                  |

### Campionati italiani
2 titoli individuali, così ripartiti:
- 2 nei 5 km di fondo
- 1 nei 5 km a cronometro di fondo

| Anno | Edizione    | st.libero 800 m | st.libero 1500 m | st.libero 5000 m |
| ---- | ----------- | --------------- | ---------------- | ---------------- |
| 2005 | Invernali   | -               | -                | 2                |
| 2006 | Primaverili | 2               | -                | 2                |
| 2006 | Invernali   | 2               | -                | -                |
| 2008 | Primaverili | 2               | -                | 2                |
| 2009 | Invernali   | nd              | 2                | nd               |
| 2010 | Primaverili | -               | 3                | 2                |
| 2010 | Invernali   | nd              | 2                | nd               |

edizioni in acque libere
nd = non disputata
| Anno | Edizione | fondo 5 km | crono 5 km | fondo 10 km |
| ---- | -------- | ---------- | ---------- | ----------- |
| 2006 | Fondo    | 2          | nd         | -           |
| 2008 | Fondo    | -          | 1          | -           |
| 2009 | Fondo    | 1          | nd         | 2           |
| 2010 | Fondo    | 3          | -          | 2           |
| 2011 | Fondo    | 1          | -          | 3           |